# Levantamiento Integralista
El Levantamiento Integralista fue una rebelión armada contra el gobierno federal de Brasil ocurrido el día 10 de mayo de 1938 llevado a cabo por miembros del partido político Acción Integralista Brasileña.
Después de la creación del Estado Novo, el presidente de Brasil Getúlio Vargas decretó el cierre de todos los partidos políticos, inclusive el de la Acción Integralista Brasileña. Algunos integralistas invaden el Palacio Guanabara, en un intento de deponer a Vargas del gobierno y reabrir la AIB.